# طريق زراعي

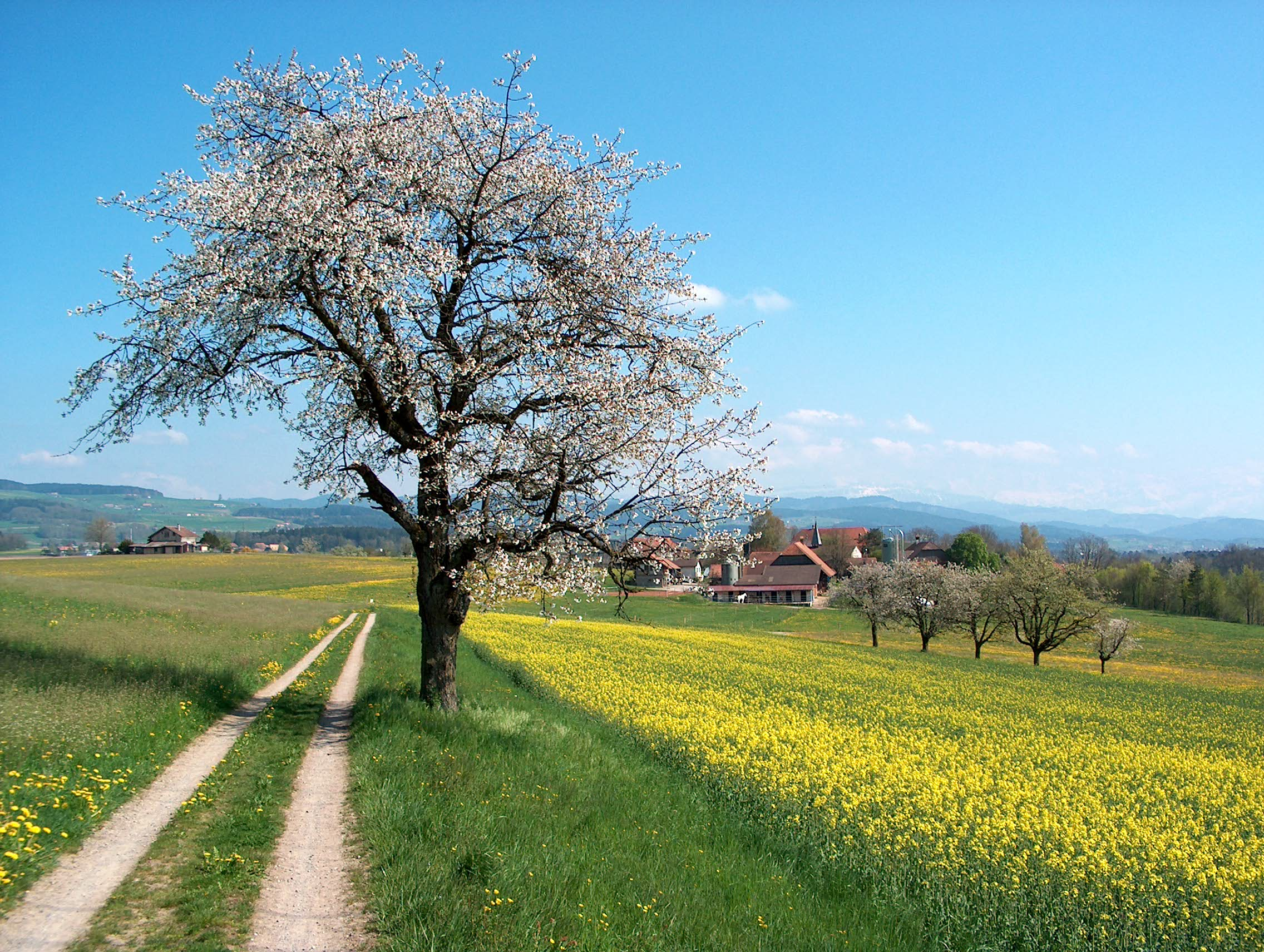
طريق زراعي في سويسرا

طريق زراعي أو مسار زراعي هو طريق خدمة يخدم أغراض زراعية أو غابية في الغالب وله أهمية محلية فقط. الطرق الزراعية عادة ما تكون طرق غير معبدة أو مغطاة بالحصى، ولكن في بعض الأحيان تكون الطرق الإسفلتية طرقًا زراعية.